# Савкович, Миле
Миле Савкович (серб. Миле Савковић; 3 ноября 1992, Зренянин, Союзная Республика Югославия) — сербский футболист, полузащитник польского клуба «Ягеллония».

## Карьера

### Клубная карьера
12 сентября 2010 года Савкович дебютировал за «Борчу» в чемпионате Сербии во встрече с «Црвеной Звездой».
18 августа 2012 полузащитник отметился первым забитым мячом, принеся своей команде победу в матче с клубом «Слобода» из Ужице. По итогам сезона 2012/13 «Борча» вылетела из Суперлиги, и следующий год Миле провёл в Первой лиге, где в 24 играх забил 6 мячей.
Летом 2014 года Савкович покинул «Борчу», не сумевшую за один сезон возвратиться в высший сербский футбольную лигу, и подписал контракт с «Ягодиной». 9 августа 2014 года полузащитник провёл первый матч в новом клубе, выйдя на замену во встрече с «Младостью». 23 августа Миле отметился первым забитым мячом.

### Карьера в сборной
Миле провёл один матч в составе молодёжной сборной Сербии, выйдя на замену в товарищеском матче с молодёжной сборной Израиля.